# Mirko Kolnik
Mirko (Miro) Kolnik, slovenski atlet, * 9. julij 1936, Maribor.
Kolnik je za Jugoslavijo nastopil na Poletnih olimpijskih igrah 1960 v Rimu, kjer je v deseteroboju odstopil.